# Argyractis conallalis
Argyractis conallalis là một loài bướm đêm trong họ Crambidae.